# Dryopteris remota
Dryopteris remota — вид рослин з родини селезінникових (Aspleniaceae). Ареал: Австрія, Франція, Німеччина, Велика Британія, Угорщина, Італія, Північний Кавказ, Польща, Румунія, Іспанія, Швейцарія, Грузія, Туреччина, Словенія, Хорватія; вимер у Чехії та Ірландії.

## Морфологічний опис
Це кореневищна багаторічна трав'яниста рослина, що досягає висоти від 20 до 90 сантиметрів. Пряме, темно-зелене, шкірясте, жорстке листя розділене на стебло та пластину. Черешок вайї та хребет укриті двоколірними лусочками, темно-коричневими біля основи і світло-коричневими по краю. Листова пластинка подвійно периста і має від 12 до 22 листочків з кожного боку. Пера злегка лопатеві з загостреними зубцями; зуби спрямовані до кінця перистих кісток. Соруси мають діаметр близько 1 міліметра і розташовані в два ряди. Спори мають бобоподібну форму. Крім добре розвинених спор, зустрічається безплідний матеріал, неоднорідний за формою і розміром. Рослина з числом хромосом 2x = 123.

## Екологія
Це гемікриптофіт.